# Eduardo Dougherty
Eduardo Dougherty, SJ, registrado Edward John Dougherty (New Orleans, 29 de janeiro de 1941), é um padre católico norte-americano naturalizado brasileiro. É o 3° filho dos 5 do casal Mary e Edward J. Dougherty.

## Biografia

### Infância e juventude
Desde garoto, Eduardo participava como coroinha das missas das quartas-feiras no Colégio dos Jesuítas às 6h da manhã. Aos 18 anos, sentiu em seu coração um forte chamado ao sacerdócio e à vida missionária, ingressando na Companhia de Jesus. Após esta decisão trilhou uma jornada de 11 anos de estudos e formação para alcançar o seu principal objetivo: ser um padre, e padre missionário. O seu sonho, à época, era ser um missionário na África.

### Sacerdócio
Neste período de formação para o sacerdócio, porém, esteve algum tempo no Brasil, mais precisamente na cidade paulista de Campinas. De volta para o Canadá passou pela experiência de um Batismo no Espírito Santo, o que o fez querer conhecer mais profundamente a Renovação Carismática Católica (RCC).
Foi ordenado um sacerdote jesuíta aos 29 anos, em 5 de junho de 1970. Passou a pregar retiros para sacerdotes em muitas localidades americanas. Sendo um padre de Ordem, foi designado - ao contrário do que queria - para o Brasil.
Estando aqui, começou imediatamente a pregar retiros por todas as capitais do país, espalhando pelo Brasil as primeiras sementes da RCC.
Com o propósito de utilizar a televisão para anunciar o Evangelho, em 1981 fundou a Associação do Senhor Jesus, que desde o seu início é mantida por sócios contribuintes que, acreditando nesta proposta, investem seu dízimo como evangelizadores, sem saírem de suas casas. Simultaneamente, em 1989, iniciou também a Fundação Século 21, com o objetivo de receber a concessão de um canal de televisão.
Através destas obras fundadas e presididas pelo padre Eduardo, ele recebeu em 1999 do Ministério das Comunicações a concessão de um canal educativo que batizou de TV Século 21, a qual está hoje no ar 24 horas por dia além de marcar presença em mais de 60 TVs a cabo em todo o território nacional.
Nos últimos 6 anos o padre Eduardo faz uso também da evangelização impressa através de uma revista denominada "Brasil Cristão", com mais de 180 mil exemplares por mês. Está iniciando e desenvolvendo um trabalho audacioso de evangelização através da internet.
Atualmente, o padre Eduardo ainda traz em seu olhar e em suas atitudes todo o ardor missionário e evangelizador de seus 18 anos, quando tomou a decisão de se tornar um padre. Suas palavras expressam este sentimento: “Ser padre é a melhor profissão do mundo. Sendo padre posso dar às pessoas, a todas elas, sem exceção, Jesus, o nosso Deus!”.

## Condecorações
| Insígnia | País   | Honra                             | Data                   |
| -------- | ------ | --------------------------------- | ---------------------- |
|          | Brasil | Comendador da Ordem de Rio Branco | 25 de novembro de 2021 |